# Magnus Ferm
Magnus Svensson Ferm född 19 maj 1822, död 12 januari 1863 i Göteborgs Kristine församling, Göteborg, var en skarprättare från Göteborgs län. Den 25 oktober 1858 avrättade Ferm Gustaf Gustafsson Gadd på Örebros länsfängelse. Gadd var dömd för mordet på Carolina Rundelius.